# محمد سلقيني
محمد بن الشيخ إبراهيم بن الشيخ محمد بن الحاج سعيد خطيب المشهور بالسلقيني (1912-2001م).عالم دين سوري

## الولادة والمنشأ
ولد في مدينة حلب عام 1330هـ، الموافق 1912م. والأصح قبل ذلك، قريبًا من 1910م كما أفاد بذلك أولاده.
نشأ في أسرة عرفت بالعلم والتقوى والاستقامة، في حجر والده الشيخ إبراهيم السلقيني الكبير، ونهل عباب العلم والمعرفة والتقوى والاستقامة من معينه.
سئل عن الرجال والعلماء الذين لهم أثر كبير في حياته وتكوينه العلمي، فأجاب:«والدي، هو مدرسي الخاص في البيت والمدرسة، في صغري وكبري.»

## التعليم والمعرفة
لما أصبح في سن يؤهله لدخول المدرسة التحق بالمدرسة الخسروية؛ درس فيها وتخرج على أيدي أشياخها من العلماء والفقهاء:
1. والده الشيخ إبراهيم السلقيني: مدرس الفقه والنحو.
2. الشيخ الفقيه أحمد الزرقا والد الشيخ مصطفى الزرقا: الفقه.
3. الشيخ حسن رضا الأورفلي: أصول الفقه.
4. الشيخ عيسى البيانوني: علوم الأخلاق.
5. الشيخ عبد الله المعطي: الفرائض.
6. الشيخ راغب طباخ: السيرة والتاريخ والحديث.
7. الشيخ أسعد عبه جي: التجويد.
8. الشيخ كامل الغزي: الأدب.
9. الشيخ فيض الله الأيوبي: التوحيد وعلم الكلام والمنطق.
10. الشيخ أحمد الكردي: الفقه والنحو والصرف والبلاغة.
11. الشيخ محمد الناشد: النحو والبلاغة.
12. الشيخ محمد الشماع: تفسير.

## تخرجه وزملاؤه
تخرج من المدرسة الخسروية في عهد مديرها أبو الفضل كيلاني حاملاً شهادتها في تموز عام 1929م. وكان في عداد القافلة الثانية من خريجي هذه المدرسة. ومن زملائه في التخرج:
1. الشيخ أحمد القلاش.
2. الشيخ برهان الدين داغستاني.
3. الشيخ محمد الناصر.
4. الشيخ محمد سعيد مسعود.
5. الشيخ مصطفى مزراب.
6. الشيخ محمد الخليلو التادفي.
7. الشيخ مصطفى الحمو المارعي.
8. الشيخ محمد حمام النعساني.
9. الشيخ عبد الرحمن الحوت.
10. الشيخ عبد الله الأسود.
11. الشيخ محمد نور بلاط.
12. الشيخ عبد الله سلطان.
13. الشيخ حسن حموي.
14. الشيخ عمر محو.

## العطاء العلمي

### المدرسة الخسروية
باشر الشيخ محمد سلقيني عطاءه العلمي بعد تخرجه من المدرسة، في دوحة والده ورحاب مسجد ” الطواشي “.
1. درَّس في المدرسة الخسروية وكالة عن والده حين تقدمت به السنّ.
2. درَّس بعد ذلك أصالة عن نفسه في سن مبكرة، مقارنة مع شيوخه الموجودين، وزملاء والده من المدرسين، وذلك بعام 1937م.
3. عام 1944م وجه إليه تدريس النحو والفقه الحنفي، وهي المواد التي كان يدرسها والده الشيخ إبراهيم سلقيني.
4. أسند إليه بعد ذلك تدريس الفقه والأصول والحديث واستمر في تدريسها عشرات السنين.
5. لمّا أحدثت الثانوية الشرعية للإناث بحلب ـ عام 1964م ـ كان في عداد مدرسيها فترة طويلة من الزمن، حتى تقدَّم به السِّن ولم يستطع الذهاب إلى المدرسة، وذلك بعام 1995م.
6. كان له حلقة لتدريس الإناث الراغبات في العلم، زميلات ابنته في منزله المبارك.

### إمامة وخطابة جامع الطواشي
هذا المسجد المبارك يقع خلف مديرية الأوقاف، في أول الشارع الذاهب إلى باب المقام. أمضى فيه الشيخ ما ينوف على الخمسين عاماً، وتحوَّل إلى مدرسة علمية لكثرة ما علّم الشيخ فيه وأرشد. ومما قرأه في هذا الجامع:
1. متن نور الإيضاح، لحسن الوفائي الشرنْبُلالي، ومراقي الفلاح عليه شرح نور الإيضاح لحسن بن عمار الشرنبلالي (ت : 1069هـ).
2. حاشية ابن عابدين، للعلامة محمد أمين بن عمر الشهير بابن عابدين (ت : 1282هـ).
3. الاختيار لتعليل المختار، لعبد الله بن محمود بن مودود الموصلي الحنفي (ت : 683هـ).
4. اللباب في شرح الكتاب، للشيخ عبد الغني الغنيمي الميداني (ت : 1298هـ).
5. إحياء علوم الدين، للإمام أبي حامد الغزالي (ت : 505هـ).
6. الحكم العطائية، لابن عطاء الإسكندري.

جامع الطواشي: كان معظم نشاط الشيخ في جامع الطواشي ـ عدا المساجد الأخرى ـ، فهو يعتبر بحق مدرسة مستقلة لكثرة ما يدرس الشيخ فيه من جهة، ولانتظام برنامج الدروس فيه من جهة أخرى. وفي يلي برنامج دروس الشيخ في جامع الطواشي:
1. درس في التفسير والقرآن، قبل وبعد الفجر.
2. درس قبل صلاة الجمعة.
3. درس ومولد، بعد صلاة العصر من يوم الجمعة.
4. الدروس التي ذكرناها سابقاً، بين المغرب والعشاء.

### المدرسة السباهية
استمر الشيخ على نهج والده في التعليم والإرشاد في هذه المدرسة :
1. إقامة حلقة الذكر يوم الأحد ليلة الاثنين.
2. كان له صباح الجمعة درس في التزكية يقرأ فيه الحكم العطائية، يحضره أئمة ومشايخ.
3. كان له حلقة يدرس فيها النحو لحلقة من الطلاب.

قال ولده الشيخ عبد الله : درّست في هذه الحلقة بعد تخرجي من الثانوية الشرعية نيابة عن الوالد أحياناً.
1. من نشاط الشيخ في هذه المدرسة أنه وضع لها مؤذناً وإماماً يؤذن في الحيّ ويؤم الناس من نفقته الخاصة.

توقف نشاط الشيخ فيها عندما سكنتها بعض العوائل الفلسطينية المهجرة من فلسطين. ثم غادر الشيخ الحيّ إلى حيّ الأنصاري (سيف الدولة) بحدود عام 1965م.

إضافة إلى ما ذكرناه، كانت له دروس متنقلة في مساجد أخرى من المدينة يعلن عنها قبل أيام من موعدها بملصقات على أبواب المساجد.

### مدرّس فتوى (محافظة)
في كل من المساجد التالية:
1. جامع الطواشي المذكور سابقاً.
2. جامع السبحان في حي الكلاسة.
3. جامع العمري في سوق باب الجنان.
4. الجامع الأموي (في الحجازية).
5. جامع الروضة (بين المغرب والعشاء).

### قراءة البخاري
وذلك في جامع أبي يحيى الكواكبي: قال الشيخ طاهر قضيماتي: «في عام 1948م أُسندت إليَّ قراءة البخاري الشريف في جامع أبي يحيى الكواكبي من أوقافه ، وكان معي : الشيخ محمد سلقيني ، والشيخ عبد الله ريحاوي ، ثم ألغيت هذه الوظيفة عام 1950م».

### نموذج فريد في التعليم
كان الشيخ يُؤثر المشي على الركوب في السيارة ـ وخاصة في المسافات غير الطويلة ـ ويقول : يراني الناس فيسألونني عن أمور دينهم.

### آثاره العلمية
1. مذكرات في أصول الفقه.
2. مناسك الحج.
3. تعليقات على الكتب التي كان يَدْرُسها أو يُدَرِّسُها. وقد كان لانصرافه للتدريس والتربية والتعليم أثر كبير في انشغاله عن كثرة الكتابة والتأليف.

### طلابه
يصعب تحديد طلاب الشيخ الذين تلقوا عنه العلم والمعرفة لكثرتهم، ومن نماذج أولئك الأعلام الذين قاموا بنشر العلم والمعرفة في ربوع الشهباء والعالم العربي والإسلامي على سبيل المثال لا الحصر:
1. أنجاله الكرام : الشيخ الأستاذ الدكتور إبراهيم، والشيخ الدكتور عبد الله، والشيخ أحمد.
2. العلامة الشيخ عبد الله سراج الدين، الأستاذ الدكتور الشيخ محمد فوزي فيض الله، العلامة الشيخ طاهر خير الله، الشيخ عبد الفتاح أبو غدة.
3. الشيخ الأستاذ الدكتور نور الدين عتر، والأستاذ الدكتور محمد رواس قلعه جي، وخطاط المصحف الشهير الأستاذ الشيخ عثمان طه، وطبقتهم.
4. الأستاذ الشيخ الدكتور محمد أبو الفتح البيانوني، الأستاذ الشيخ الدكتور أحمد الحجي الكردي، والمفتي الشيخ محمد زكريا المسعود، وزملاؤهم.
5. العلامة الأستاذ الشيخ محمد عوامة، والأستاذ الشيخ الدكتور زهير الناصر، والشيخ الدكتور عبد المجيد مَعَّاز، وأترابهم.

إضافة لمن لا يحصى عددهم من طلاب حلقاته العلمية المنظمة في مساجد حلب.

## برنامج الشيخ

### البرنامج اليومي
1. الاستيقاظ قبل الفجر للتهجد وقيام الليل يومياً.
2. صلاة الفجر في المسجد: وكان يحرص على الإسفار في الفجر كما هو عند الحنفية، فيقوم بإلقاء درس ما بين طلوع الفجر وإقامة الصلاة.
3. درسٌ بعد طلوع الشمس وحلقة قرآن، وكثيراً ما كان يأخذ طلابه الحاضرين بعد الدرس إلى منزله لإطعامهم، بعد أن أطعم عقولهم وقلوبهم بالعلم والمعرفة، وربما كثر عددهم إلى الثلاثين أحياناً.
4. الذهاب إلى مدرسة الثانوية الشرعية لتدريس الطلاب.
5. العودة للمنزل للاستراحة والغداء.
6. يواصل نشاطه بعد أداء صلاة العصر يومياً في مسجد من المساجد المذكورة سابقاً.
7. بين المغرب والعشاء كان له درس ـ في مسجد الطواشي ـ لطبقة من طلاب العلم والمثقفين.

### برنامجه الأسبوعي
ما ذكرناه من تردده إلى مساجد أخرى، ورياض الذكر في زاويته والزوايا الأخرى، مع التدريس.

## نشاطه الاجتماعي
1. كان للشيخ ميدان فسيح في العلاقات الاجتماعية، فمسحةُ التقوى التي على محيَّاه، وكرم المحتد الذي نشأ فيه جعله مقبولاً من جميع الأوساط، إضافة إلى خُلق التواضع الذي كان يتميَّز به، زدْ على ذلك دأبُه المتواصل لنفع الناس.

يتوج ذلك حبّه لله تعالى ولرسوله ﷺ، وحبّ الله له الذي وضعَ له القبول في الأرض.
1. كان الشيخ يغشى الناس في أسواقهم وتجمعاتهم،مرشداً لهم ومجيباً على أسئلتهم واستفساراتهم.
2. كان يتردد على مجالس الذكر ومناسبات الموالد ؛ مشاركاً، ومباركاً، ومدرساً :

فقد كان يزور الزاوية البادنجكية بين الفينة والأخرى، ويحضر حلقة الذكر. ويذهب مساءً إلى حارة البستان بعد المغرب ليحضر مجلس الذكر في منزل الشيخ عمر السيد ، وتكرر منه ذلك كثيراً. ويقيم في المدرسة السباهية يوم الأحد ليلة الاثنين مجلس الذكر على نهج والده. وبعد العصر من يوم الجمعة يقيم مجلس علم ومولد وذكر في جامع الطواشي والمعادي، بالتبادل بينه وبين المفتي الشيخ محمد عثمان بلال وكان منشده الحاج محمد قضيماتي. وقد خلّفه والده وأجازه في الطريقة البدوية في المدرسة السباهية بمحضر عدد كبيرمن العلماء والصالحين والأولياء، وذلك بحدود عام 1945م.
1. كان يزور السجن كل يوم ثلاثاء، ويعظ السجناء، ويأخذ لهم الهدايا، ويستمع إلى أقوالهم وأسئلتهم، ويخفف آلامهم، ويعالج شؤونهم وشجونهم.
2. كان يساعد طلبة العلم الفقراء لإتمام التحصيل العلمي.
3. يزور المرضى، ويشهد الجنائز، ويتفقد الفقراء ويذهب إلى منازلهم، ويوصل لهم الهبات والمساعدات.

## أخلاقه الفاضلة

### خلق الشيخ وتقواه
1. كان الشيخ إماماً في التواضع والسمت الصالح، وهي السمة البارزة من الأخلاق النبوية التي يختص بها شيخنا أكثر من غيره، فقد كان تواضعه مع الخاص والعام.

واشتهر عنه أنه كان يحمل متاعه بنفسه، ويكون في منزله في مهنة أهله.
1. ومن أخلاق الشيخ أنه لم يكن يذم أحداً من الناس، وما كان يذكر أحداً باسمه بسوء، وينصح بالعموم، كما كان رسول الله يقول : ” ما بال أقوام يقولون كذا “. وذلك اقتداءً بالنبي ﷺ الذي ” تَرَكَ نَفْسَهُ من ثَلاثٍ : كان لا يَذِمُّ أَحَداً وَلا يُعِيِّرُهُ ، وَلا يَطْلُبُ عَوْرَتَهُ ، وَلا يَتَكَلَّمُ إِلا فِيمَا رَجَا ثَوَابَهُ “.
2. ما عهد في مجلسه بغيبة أو نميمة.

### كرم الشيخ وعلوّ همته
1. ما ذكر سابقاً من إكرامه لطلبة العلم، وإطعامه الطعام في منزله، وعرضه الطعام على ضيوفه، وهذا مشهور مستفيض.

ومن صور كرم الشيخ مع طلابه أنه كان يدرس عليه عدد من طلاب العلم دروساً خاصة في المدرسة السباهية المجاورة لبيته، وكثيراً ما كان لا يسمح لهم بالذهاب إلى منازلهم في فترة الغداء، وإنما يقوم بتقديم الغداء لهم من منزله المجاور للمدرسة.
1. كثيراً ما كان يعود إلى المنزل بعد أخذه لراتبه ولم يبق منه إلا القليل.
2. كان الشيخ مشجعاً للعلم وطلابه، ويتعهد بتأمين راتب لطلبة العلم المتفوقين من أجل إتمام دراستهم في المجالات العلمية المختلفة.
3. كان يحب إكرام أهل العلم والفضل مادةً ومعنى، وإن لم يكن مستحضراً مبلغاً مناسباً فإنه يستدين ممن يصاحبه من أجل إكرام من يزورهم ثم يرده إليه.
4. يتفقد الفقراء والمرضى، ويذهب ليلاً إليهم من أجل إيصال مبالغ من المال إليهم، حين الحاجة وفي المناسبات، كرمضان ونحوه.

### زهد الشيخ وتواضعه
1. التواضع في اللباس والطعام: قال أحد محبّي الشيخ : دعوتُ الشيخ لبيتي على طعام فطور، وسروراً بزيارة الشيخ لي أحضرتُ أصنافاً متعددة من الطعام ؛ منها : العسل والسمن، والقشطة، والجبن، والزيتون، وغير ذلك. فلما رأى الطعام وأصنافه أخذ الشيخ بالبكاء وقال : لو شاهدَ هذا أبي ماذا كان يفعل بي ؟! لماذا كل هذه الأنواع ؟! وبعد إلحاحنا على الشيخ أن يأكل أكل ما تيسر، لقيمات من أمامه، ولم يأكل من العسل والسمن. وقد روى البخاري من معلقاته في كتاب اللباس قوله : قَالَ النَّبِيُّ % : ” كُلُوا وَاشْرَبُوا وَالْبَسُوا وَتَصَدَّقُوا فِي غَيْرِ إِسْرَافٍ وَلا مَخِيلَةٍ “، وَقَالَ ابْنُ عَبَّاسٍ : كُلْ مَا شِئْتَ، وَالْبَسْ مَا شِئْتَ، مَا أَخْطَأَتْكَ اثْنَتَانِ : سَرَفٌ، أَوْ مَخِيلَةٌ.

لم يكن الشيخ يتأنق في اللباس والمظهر، فهو يلبس ما تيسر، ولم يظهر عليه الإسراف والمخيلة. وقد ورد في الشمائل : كان % أشد الناس تواضعاً، وأسكنهم من غير كِبْر، وأبلغهم في غير تطويل، وأحسنهم بشراً. لا يهوله شيء من أمر الدنيا، ويلبس ما وجد، فمرة شملة، ومرة برد حبرة يمانياً، ومرة جبة صوف، ما وجد من المباح لَبِس.

وكان الشيخ يأكل ما تيسر من الطعام، وربما أكل كسرات من الخبز يابسات بلهن بالماء. يعجبه من الطعام ما حضر ؛ لأن الطعام وسيلة وليس غاية، وإن الإنسان يأكل ليعيش، ولا يعيش ليأكل. رائده في ذلك قول وفعل النبي ﷺ : ” كان يأكل ما حضر، ولا يرد ما وجد، ولا يتورع من مطعم حلال، إن وجد تمراً دون خبز أكله، وإن وجد خبز بر أو شعير أكله، وإن وجد حلواً أو عسلاً أكله، وإن وجد لبناً دون خبز اكتفى به، وإن وجد بطيخاً أو رطباً أكله ... يفعل ذلك إيثاراً على نفسه لا فقراً ولا بخلاً “.
1. التواضع في المجلس: كان الشيخ يجلس حيث ينتهي به المجلس، ويرى أن قيمة المرء في ذاته لا في مجلسه، بمعنى أن الإنسان هو الذي يُشرِّف المكان، وليس المكان الذي يشرفه، اقتداء به ﷺ. وفي الشمائل عنه ﷺ: ” ولم يكن يعرف مجلسه من مجلس أصحابه ؛ لأنه كان حيث انتهى به المجلس جلس “.

## عبادة الشيخ وتقواه وقربه من مولاه
1. ذكرنا جانباً من عبادة العلم والتعليم.
2. من عبادته نفع الناس وإكرام الفقراء.
3. هناك عبادات أخرى منها:

- صيام الاثنين و الخميس بشكل دائم.
- التهجد وقيام الليل.
- صلاة الأوابين والضحى.
- كان جلُّ صلوات الشيخ قائماً حتى السنة الأخيرة.
- تلاوتهُ للقرآن، فكلما حصل للشيخ فراغ استمر في تلاوة القرآن.
- وكان دأبه الاستغراق في العبادة والتلاوة.

ذهب الشيخ عبد الله المسعود مع أخيه الشيخ محمد زكريا المسعود لزيارة الشيخ محمد، فأدخلهما ابنه الأستاذ عبد الرحمن إلى حيث يجلس الشيخ ولم يشعر الشيخ بدخولهما، فكان بيده المصحف وهو مستغرق في التلاوة، فوقفا برهة لعلّ الشيخ يقبل عليهما، وحاول الأستاذ عبد الرحمن سحب المصحف من يده فامتنع الشيخ، ثم شعر الشيخ بوجودهما، فقبلا يده. وسأل عن أحوالهما، وحاول جاهداً إكرامهما، ثم اعتذرا، فوَدَّعَهما الشيخُ الجليل.

## بركة الشيخ وكراماته
رقية الشيخ وبركة قراءته يشفي الله بها المريض، وهذا مشهور شائع بين الناس عنه، ومن ذلك:
1. أصيبت ابنته بمرض في بطنها، فقرر الأطباء أنها تحتاج إلى عملية زائدة بشكل مستعجل، فلما علم بذلك الشيخ قرأ لها فشفيت ولم تحتج إلى عملية.
2. زوجة حفيده الدكتور محمد طلبت منه رقية من أجل زيادة الحليب لولدها، فلما قرأ الشيخ لها سرعان ما امتلأ صدرها بالحليب، وأخبرت الشيخ بذلك.
3. كان الناس في جامع الطواشي بعد صلاة الظهر ينتظرون الشيخ من أجل الرّقى والقراءة.
4. بركة تكثير الطعام : قال أحد محبي الشيخ : حضر لعندي الشيخ، وقد جهزتُ طعاماً يكفي لإثني عشر رجلاً، فكثر الناس حتى بلغ عددهم أربعة وأربعون رجلاً، فقررت أن أدعم الطعام وأزيده بشراء فراريج جاهزة، فعلم الشيخ بذلك بواسطة أحد أبنائه، فرفض ذلك وقال لي : نقرأ الفاتحة لسيدنا محمد ﷺ، وسورة لإيلاف قريش، بدلاً من زيادة الطعام. قال : فأكلنا جميعاً، وزاد الطعام ووزعنا منه الكثير.
5. الولد سر أبيه: من ذلك ما ذكره زميلنا الأخ عبد الباري طرقجي خلال دراسته معنا على الشيخ في الثانوية الشرعية ” الخسروية “، قال : أدخلني أبي المدرسة ـ وكان من خريجيها ـ وكنتُ أسمع تعليقاتٍ وإحباطاتٍ ممن حولي من الأقرباء والأصدقاء، ولم أكن بسنٍ أستطيعُ فيه التمييز بين الصواب والخطأ، وكان ممَّا يُقال : إنَّ المدرسة لا مستقبل لها، وماذا ستصبح في المستقبل ؟! إلى غير ذلك من الكلمات المحبطة!! فكرهتُ المدرسة والدراسة، وتعمَّدتُ الرسوب في الصف الثامن، ورسبتُ فعلاً، وجاء مطلع العام التالي وأنا مصممٌ على ترك المدرسة، وأتحين الفرصة لذلك. فدخل علينا الشيخ محمد سلقيني الصف وابتدأ كلامه قائلاً يا أبنائي : ليكن علمكم لله لا للشهادة أو الوظيفة والرزق، ولا تسمعوا لقول المغرضين الذين يقولون : إن المدرسة لا مستقبلَ لها، ولا شهادة معتبرة، وماذا ستصبح بعد التخرج، فإن الله يتولاكم ويرزقكم. قال : فدخلت كلمات الشيخ قلبي، وخرجت هذه الوساوس من نفسي، وأقبلتُ على الدراسة بجد واجتهاد، وكنتُ من المتفوقين في دراستي الثانوية والجامعية، ورزقني الله الرزق الحسن، وببركة كلمات الشيخ الناصحة الصادقة.

## الفقه والأصول والفتوى في حياة الشيخ وضبطه للأحكام

### المنهج العلمي في حياة الشيخ
يقول الأستاذ الشيخ إبراهيم في وصف والده :
1. نشأتُ تحتَ إشرافه، فكان عطوفاً رؤوفاً مربياً حكيماً. هو الذي رسم لي المنهج التعليمي الذي اتبعته طول حياتي، ووضعني على حب الاتزان والاعتدال، والجمع بين القديم الصالح والجديد النافع، وعلى حبِّ السلف وحبِّ العلماء، وإجلال السنة، وعدم الإفراط والتفريط.
2. هو الذي هيَّأ الله لي عن طريقه وسائل التعليم والدراسة، وما كتب لي من خدمة العلم والانقطاع إليه. وقد كانت مجالسه الرزينة وتوجيهاته الحكيمة، وتعليقاته الهادفة والهادئة، أنفع لي من مائة كتاب.
3. لقد كان له الفضل عليّ في فهم تعاليم الإسلام والحضارة التي يؤسسها، والاطلاع على مواضع الضعف في الحضارة الغربية وزيغ أساسها. وإن كان في ثقافتي وما وفقني الله له ـ من الدراسة والتأليف المتواضع، أو الدعوة ـ شيئاً يستحق الذكر، فالفضل في ذلك كله يرجع إليه بعد الله تبارك وتعالى.

### الفقه والفتوى في حياة الشيخ
معلوم لدى أهل العلم أن الفقه هو الفهم الصحيح للنصوص والأحكام، ثم تنزيلها على واقعة الفتوى. وقد اشتهر بذلك بين معاصريه، ويُشهد له به. فكان تأهله ديانة وصلاحاً، وذلك بالتحلي بالعمل الصالح والتقوى والورع.
يقول سيدنا علي : «إِنَّ الْفَقِيهَ حَقَّ الْفَقِيهِ: مَنْ لَمْ يُقَنِّطْ النَّاسَ مِنْ رَحْمَةِ اللهِ، وَلَمْ يُرَخِّصْ لَهُمْ فِي مَعَاصِي اللهِ، وَلَمْ يُؤَمِّنْهُمْ مِنْ عَذَابِ اللهِ، وَلَمْ يَدَعْ الْقُرْآنَ رَغْبَةً عَنْهُ إِلَى غَيْرِهِ، إِنَّهُ لا خَيْرَ فِي عِبَادَةٍ لا عِلْمَ فِيهَا ، وَلا عِلْمٍ لا فَهْمَ فِيهِ ، وَلا قِرَاءَةٍ لا تَدَبُّرَ فِيهَا».. وقال الحسن البصري: «إنما الفقيه : الزاهد في الدنيا ، الراغب في الآخرة ، البصير بذنبه ، الدوّام على عبادة ربه».
عاش الشيخ ما يربو على الستين عاماً في الفقه والأصول، تعلماً وتعليماً، استفادةً وإفادة للآخرين، وأصبح بحق فقيه النفس، علمه علم الصدر.

### منهجه في الفقه وضبطه للأحكام
قال الشيخ إبراهيم عن منهج والده في الفقه: «إنّه منهج السلف، الاحتياط في العبادات، والتيسير على العباد في المعاملات». وذكر عن ضبط الشيخ للأحكام، واستحضاره له، ومعرفته بمظانها، فقال: عندما كنت أحتاج مسألةً ـ وأنا في ” دبي “ ـ ولا أجدها في مظانها في المصادر الموجودة عندي أكلمه بالهاتف، فيجيبني أنها في الكتاب الفلاني، في الصفحة الفلانية.

### بين فقه الحياة وفقه السطور
عندما كان يدرس الشيخ الفقه كان يوضح، ويشرح، ويضرب الأمثلة من الواقع، وخاصة في أبحاث النكاح والكفاءة والطلاق. فكان الطلاب يعجبون من زيادة توضيح الشيخ وصراحتهِ، وكثرة ضربه للأمثلة من الواقع، وتفاعل الشيخ مع هذه القضايا!! فمرة كان يدرس في مباحث الزواج عن أهمية الكفاءة في استقرار العلاقة الزوجية واستمرارِها، وأنّ انعدامَها قد يجرُّ للمشاكل بين الزوجين، ولانفصام عرى الزوجية، ويتسبب في فساد المجتمع. وعن أهمية إذن الولي، وعن ضرورة البحث عن الزوج الخاطب الصالح والسؤال عنه، إلى غير ذلك من المباحث...

وذكر مرة القصة التالية: وهي أنّ رجلاً ذهب إلى لبنان، فتعلقت به فتاةٌ، وأغراها منظرُهُ، وخادعها بأنه من الأسر المرموقة ذات اليسار في حلب، فأتت هذه الفتاة معه لترى الواقع المؤلم، والفقر المدقع، والمعاملة غير الكريمة، فشعرتْ بعد فوات الأوان أن المَخبَرَ غير المظهَر، وأنّ الحقيقة غير الخديعة، فندمت، ولاتَ ساعة مندم!!

### فقه الضرورة
من المقرر في قواعد الأصول أن ” الضرورات تبيح المحظورات “. قال حفيده الدكتور محمد إبراهيم سلقيني فقال: في أيام أحداث الفتنة المؤلة التي مرت بها البلاد 1980م كنتُ أدرس في دمشق، وكانت لي لحية، وخشيَ الشيخ أن يمسني سوء لخبر وصله، فسافر الشيخ من حلب إلى دمشق، وطلبَ مني بإلحاح أن أحلق لحيتي خشية أن يصيبني سوء، وامتنعت، وألحّ الشيخ وقال لي: إنها مخلوفة إن شاء الله، فامتثلتُ.

وتغيرت الأحكام بتغير الأزمان، وأخلف الله على حفيده لحيته كما أخبره الشيخ، وازداد بها جمالاً وكمالاً. فلعلها من فراسة الشيخ الصادقة.

### سؤال في الطلاق
جاء رجل إلى الشيخ يسأله عن الطلاق، فقال له الشيخ : هل حلفت قبل هذا؟ قال الرجل : دعنا من الماضي وأجبني عن الحاضر. فقال الشيخ : اذهب إلى دار الفتوى. ورفض أن يجيبه.

## أسرته
خلّف الشيخ ستة من الأولاد؛ خمسة من الذكور، وأنثى واحدة. وظهرت بركة الشيخ وحسن تربيته عليهم جميعًا. وأصبح لهم دور بارز في الحياة العلمية والاجتماعية في مدينة حلب ودمشق، وتعدى ذلك إلى البلاد العربية والإسلامية.
1. أول أولاده ـ سَمِيُّ جده ـ الأستاذ الدكتور إبراهيم سلقيني.
2. العلم الثاني من أولاد الشيخ: الدكتور الشيخ عبد الله سلقيني.
3. الأستاذ المهندس سعيد سلقيني.
4. الأستاذ المهندس عبد الرحمن سلقيني.
5. الأستاذ الشيخ أحمد سلقيني.
6. الآنسة المدرسة صبيحة سلقيني.

صورة عن حياة الشيخ الأسرية: يصف المهندس سعيد والده فيقول: كان مثالاً للأب المتابع، والموجّه، والمسيطر على قلوب أفراد أسرته جميعاً بأسلوب رقيق وموضوعي، وبدون استخدام العصا والتخويف والضرب. كان يجمعنا حوله في المرحلة الابتدائية لندرس تحت نظره، ويسأل واحداً تلو الآخر ليدقق ويسبر المعلومات بشكل غير مباشر، ويتابع تنفيذنا لوظائفنا جميعًا، وبعدها يتركنا رويداً رويداً لنعتمد على أنفسنا كلية. كان يتناول العشاء ما بين المغرب والعشاء، حتى إذا جاء العشاء ذهب الجميع للصلاة، وبعد نصف ساعة من عودتنا من صلاة العشاء نخلد جميعاً إلى الفراش للنوم. وإن كان سيتأخر لأمر طارئ أعلم والدتي لننام في الموعد المحدد ولا ننتظره.

ثم أصبحنا شبابًا في بيت العائلة، ولا زلنا نحضر إلى المنزل بعد صلاة العشاء لننام في الموعد المحدد. ولم يكن يسمح لأحد منا بالتأخر إلا بعد أن يفهم السبب. وأمّا الاستيقاظ فقبل الفجر.

كان يأخذنا منذ نعومة أظفارنا ونحن صغاراً إلى الطبيعة، نقضي اليوم بأكمله ومعنا غداؤنا. فيأخذنا إلى شمالي حلب ـ مشياً على الأقدام ـ ولو بعدت المسافة عن باب المقام، إلى بساتين عين التل ” وجسر قِرِّي “، وبساتين القناية ( قناة حلب )، وإلى غرب حلب: الأنصاري، وسيف الدولة والحموي وبساتين الكلاسة، وإلى جنوب حلب، حيث بساتين الصالحين، وبساتين باب النيرب. لقد كان أصحاب البساتين يكرمونه ويكرموننا، حتّى أنّه علَّمنا جميعاً السباحة بنفسه ونحن أطفال.

كان يحب أن يعرف كل شيء عنا فردًا فردًا، حتَّى أنَّه كان يتابع أخبارنا في الغربة أثناء الدراسة الجامعية من خلال أصدقائه وأصحابه دون أن يشعرنا بذلك، ولا يتدخل في شؤوننا، ويستعمل التوجيه غير المباشر. لقد كنَّا نستشيره في كل أمورنا ؛ الصغيرة والكبيرة، فكان جوابه لنا: استخر ربك أوَّلاً واحرص على دعاء الاستخارة، فإن كان الأمر مقبولاً اسألني. وبعدها يستخير هو ، ثم يقول رأيه.

## وفاته
كان يقول قبل وفاته:
قدمت على الكريم بغير زاد -
		من التقوى مع القلب السليم

وحمل الزاد أقبح ما يكون -
		إذا كان القدوم على كريم
توفي الشيخ في المستشفى الاستشاري، مساء الأربعاء 1 صفر 1421هـ، الموافق 24 نيسان 2001م. فنُقِلَ إلى منزلِه في المحافظة.

ثم حضر أولاده المسافرون يوم الخميس، ثم صلي عليه في جامع الطواشي يوم الجمعة. وكانت جنازته حافلة مشهودة؛ أولها في المسجد وآخرها في المقبرة. ودفن بجوار والده في المقبرة الوسطانية ” السفيري “. وكانت وصيته الدفن بجوار والده، بِرَّاً به حيَّاً وميتاً.

وكانت التعازي في صالة جامع الغزالي في أيام الجمعة والسبت، ويوم الأحد في الثانوية الشرعية